# Smrekovško pogorje
Smrekovško pogorje leži na severovzhodnem območju Kamniško-Savinjskih Alp. Pogorje sledi nekdanji koroško-štajerski meji med Šaleško, Zgornje Savinjsko in Zgornjo Mežiško dolino. Smrekovško pogorje je 10 km dolg gorski greben v smeri Z-V od Beli peči (1.423 m) na zahodu, kjer je geološka meja med apnenčastim grebenom Raduhe in Smrekovškega pogorja z magmatskimi kamninami do Kalskega grebena na vzhodu, ki meji na apnenčasto planoto Golte. Najvišji vrhovi pogorja so Veliki Travnik, imenovan tudi Turnovka (1637 m), Komen oz. Kamen (1684 m), Krnes (1613 m) in Smrekovec (1577 m), po katerem je celotno pogorje tudi poimenovano. Na jugovzhodnem pobočju Smrekovca vrh Rome stoji planinski dom (1375 m), vmesna postojanka slovenske planinske poti, na Široki trati jugozahodno od vrha Turnovke pa stoji nekdanje Antejevo zavetišče, sedanja Koča na Travniku (1548 m). 

### Geologija območja
Magmatske kamnine Smrekovškega pogorja, kjer prevladujeta andezitni tuf iz vulkanskih izbruhov in predornina andezit, so posledica vulkanizma v terciarju oligocenu in miocenu, vendar to ne pomeni, da je Smrekovec (ugasli) vulkan - le kamnina je vulkanskega nastanka. Greben je poraščen in samo na Komnu in Krnesu so gole andezitne skale. Severno od Smrekovškega pogorja poteka periadriatska prelomna cona.

### Narava
Prst je tu kisla, zato na tem območju najdemo rastline, ki jih na drugih, apnenčastih območjih Kamniško-Savinjskih Alp ne najdemo. Območje sodi pod zavarovana območja narave.